# Flygvapnets Uppsalaskolor

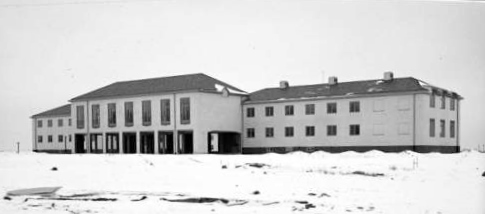
Flygkadettskolans skol- och elevbyggnader under uppförandet 1944.

Flygvapnets Uppsalaskolor (F 20) var en truppslagsskola för markförbanden inom svenska flygvapnet som verkade åren 1944–2004. Förbandsledningen var förlagd i Uppsala garnison i Uppland.

## Historik
Genom försvarsbeslutet 1942, vilket antogs av riksdagen den 17 juni 1942, fastställdes det att kadettskolan vid Krigsflygskolan (F 5) i Ljungbyhed skulle överföras till Uppsala. Bakgrunden till beslutet om en flytt berodde helt enkelt på att Krigsflygskolan inte längre hade kapacitet och utrymme för att utbilda den volym av flygförare som det dåvarande omvärldsläget krävde. I samma försvarsbeslutet beslutades även att en jaktflottilj skulle sättas upp i Uppsala. Platsen som valdes för flottiljen var det civila flygfält som låg vid Ärna utanför Gamla Uppsala. Byggnationen av flygfältet hade påbörjats år 1940, och år 1942 övertogs det av försvaret. Byggnation av kaserner och anläggandet av flygfältet gick trögt. Flytten av Flygkadettskolan var planerad till år 1943, men fick senareläggas till april 1944. Skolan invigdes den 18 april 1944, och den 17 september 1944 mottog skolan sin fana av Kung Gustav V, och de första officerarna utexaminerades den 24 april 1945. Den första examen vid skolan i Uppsala blev dock en reservofficersexamen, vilka tog examen 1944. Att det blev reservofficerare som blev de första att ta examen berodde på ytterligare förseningar i form av tjällossning vid flygfältet i Ärna. Flygplanen som skulle ombaseras från Ljungbyhed fick istället stationeras på Bromma under en tid.
Kadettskolan, eller F 20, som den i dagligt tal kallades, fick sitt produktionsstöd från Upplands flygflottilj i form av lokaler, service och flygplan. F 20 hade hela tiden sin verksamhet förlagd till tre större vita byggnader i den södra delen av flottiljområdet. Det var två flyglar med kadettbostäder och däremellan en byggnad med lektionssalar och administrativa lokaler. I övervåningen fanns en större skrivsal som även användes vid fester. Några hundra meter norr om skolhuset låg kadettmässen, en låg vit byggnad.
Till en början var kadetterna vid skolan enbart flygande, men under 1950-talet påbörjades även markutbildning vid skolan. När sedan Flygvapnet minskade i antal divisioner och flottiljer, och prioriterade kvalitet före kvantitet, gjordes en namnändring av skolan år 1966 till Flygvapnets krigsskola.
Genom reformen Ny befälsordning upphörde kadettutbildningen vid skolan, och med det avvecklades även flygutbildningen och annan fackutbildning. Med reformen fick skolan det nya namnet Flygvapnets krigshögskola. År 1983 blev det sista året som man bedrev flygutbildning på F 20. Som ersättning för den avvecklade flygtjänsten tillfördes skolan ett antal fackskolor inom markutbildning, vilket ledde till att skolan 1984 återigen bytte namn, denna gång till Flygvapnets Uppsalaskolor.
F 20 innehöll från mitten av 1980-talet och några år framåt fem olika skolor och en utprovningsenhet för stridsledning och luftbevakning. Samtliga skolor utom två avvecklades eller överfördes till andra enheter inom Försvarsmakten i slutet av 1990-talet. På senare tid omfattade F 20 Flygvapnets Stridslednings- och Luftbevakningsskola (STRILS), Flygvapnets Flygbefälsskola och Flygvapnets Taktiska Utprovningsenhet Stridsledning och Luftbevakning (TU Stril) med verksamhet i Uppsala, Linköping och Halmstad. 
I samband med att skolan firade sitt 50-årsjubileum överlämnade Kung Carl XVI Gustaf skolans tredje fana, vilken även blev den sista fanan vid skolan.
Inför försvarsbeslutet 2000 ansåg regeringen att det fanns stora samordningsmöjligheter mellan Flygvapnets Uppsalaskolor och Upplands flygflottilj, och att det därmed inte längre behövdes någon enskild skolledning för F 20. Regeringen förordade då en avveckling av skolan senast den 30 juni 2000, eller vid en senare tidpunkt bestämd av regeringen, och att verksamheten vid F 20 skulle uppgå i F 16. Dock svängde pendeln då regeringen lade fram sin proposition om "Samverkan mellan civil och militär flygutbildning" (2000/01:35), där försvarsutskottet i ett tidigare betänkande ansåg att F 20 inte borde inordnas i F 16. Dock kvarstod nedläggningsbeslutet av F 20, men nu framskjutet till den 31 december 2001, eller vid en senare tidpunkt bestämd av regeringen. I dess ställe skulle Flygstridsskolan bildas den 1 januari 2002, eller vid en senare tidpunkt bestämd av regeringen. Flygstridsskolan kom dock aldrig att bildas, och Flygvapnets Uppsalaskolor (F 20) kvarstod inom Försvarsmaktens grundorganisation.
Istället stod det klart den 16 maj 2001 att Upplands flygflottilj skulle avvecklas den 31 december 2003. Den 19 december 2003 hölls en nedläggningsceremoni, där chefen för F 16 överlämnade flottiljens fana till chefen för F 20. Klockan 14.51 på nyårsafton 2003 halades och troppades fanan en sista gång. Samtidigt överlämnade chefen för F 16 befälstecknet för garnisonen till chefen för F 20. Genom denna överlämning övertog F 20 traditionerna från F 16, och dessutom blev F 20 traditionsbevarare åt sju andra flottiljer som tidigare blivit avvecklade. Från den 1 januari 2004 var F 20 det enda återstående utbildningsförbandet i Uppsala. Chefen för F 20 var tillika chef för Uppsala garnison.
Delar av de uppgifter och anläggningar som tidigare tillhört F 16 överfördes den 1 januari 2004 till F 20. Bland annat tillkom en ledningssystemenhet i Bålsta, utbildning av värnpliktiga och produktionsansvar för en strilbataljon samt driften av flygplatsen. Vid samma tidpunkt tillkom utvecklingsenheten UTV Luft, som tidigare tillhört Flygtaktiska kommandot. Trots den omfattande verksamhet som tillkom till F 20 var ledningen för Flygvapnet och Försvarsmakten noga med att påpeka att förbandet inte var en flottilj, utan istället skulle ses som ett utbildningsförband.
Inför försvarsbeslutet 2004 ansåg regeringen att verksamheten vid Flygvapnets Uppsalaskolor (F 20) borde renodlas, och den tekniska verksamheten inordnas i Försvarsmaktens tekniska skola (FMTS). F 20 skulle istället inriktas mot utbildning med direkt anknytning till flygstridskrafterna. Enligt regeringens förslag skulle även F 20 överta flygförarutbildning och Flygskolan på Malmen, vilken organisatoriskt tillhörde Blekinge flygflottilj (F 17), och med det även överta helikopterutbildning, så att den organisatoriskt inordnades i F 20.
Genom att F 20 nu inriktades mot en renodlad förbandsskola ansåg regeringen att F 20 skulle avvecklas, och i dess ställe skulle Luftstridsskolan (LSS) inrättas. Anledningen till att Luftstridsskolan inte fick behålla kortbenämningen F 20, var att regeringen menade att det kunde leda tankarna till en flygflottilj. Den 16 december 2004 antog riksdagen regeringens proposition 2004/05:5 om Försvarsmaktens nya grundorganisation, vilket ledde till att F 20 avvecklades den 31 december 2004. I dess ställe bildades den 1 januari 2005 Luftstridsskolan (LSS). Luftstridsskolan övertog värnpliktsutbildningen samt Strilbataljonen samt fanan från F 20 samt dess traditioner.

## Viktigare årtal
- 1944: F 20 bildas genom omlokalisering av Kungliga flygkadettskolan från F 5 Ljungbyhed.
- 1966: F 20 byter namn till Flygvapnets krigsskola.
- 1968: F 20 tillförs attack- och skolflygplanet SK 60.
- 1982: F 20 omorganiseras till Flygvapnets krigshögskola (FKHS).
- 1984: Försvarets tolkskola (TolkS) överförs till F 20.
- 1985: Flygvapnets flygbefälsskola (FBS) överförs till skolan
- 1985: F 20 byter namn till Flygvapnets Uppsalaskolor.
- 1986: Flygvapnets stridslednings- och luftbevakningsskola (STRILS) överförs till F 20.
- 1994: Flygvapnets underrättelseskola (UNDS) överförs till F 20 och STRILS flyttar till Uppsala. Flygvapnets taktiska utprovningsenhet stridsledning och luftbevakning (TU Stril) överförs till F 20.
- 1997: UNDS och TolkS överförs till Försvarsmaktens underrättelse- och säkerhetscentrum och FKHS avvecklas.
- 2004: Den 1 januari omorganiseras F 20 och Chefen F 20 övertar rollen som chef för Uppsala garnison efter att F 16 Uppsala har avvecklats.
- 2004: Den 31 december avvecklas F 20 efter 60 år som en konsekvens av försvarsbeslutet 2004.
- 2005: Den 1 januari bildas Luftstridsskolan (LSS). I realiteten överfördes i stort sett samtliga uppgifter från F 20 till Luftstridsskolan.
- 2006: Den 1 januari överförs Flygskolan organisatoriskt till Luftstridsskolan.

## Ingående enheter
| Beteckning | Namn                                     | Aktiv     | Anmärkning                                                          |
| ---------- | ---------------------------------------- | --------- | ------------------------------------------------------------------- |
| Tore Röd   | 201. skolflygdivisionen                  | 1944–1982 | Upplöstes 1982                                                      |
| Tore Blå   | 202. skolflygdivisionen                  | 1944–1982 | Upplöstes 1982                                                      |
| FBS        | Flygvapnets befälsskola                  | 1985–2004 | Tillkom 1985 från F 3/F 18Överförd 2004 till LSS                    |
| FKHS       | Flygvapnets krigshögskola                | 1961–1998 |                                                                     |
| FV UndS    | Flygvapnets underrättelseskola           | 1994–1997 | Tillkom 1994 från F 13Överförd 1998 till FMUndSäkC                  |
| StrilS     | Stridslednings- och luftbevakningsskolan | 1985–2004 | Tillkom 1986 från F 18Överförd 2004 till LSS                        |
| TolkS      | Försvarets tolkskola                     | 1984–1994 | Tillkom 1984 från S 1Avskiljdes 1994 som en självständig skolenhet. |

### Flygvapnets befälsskola

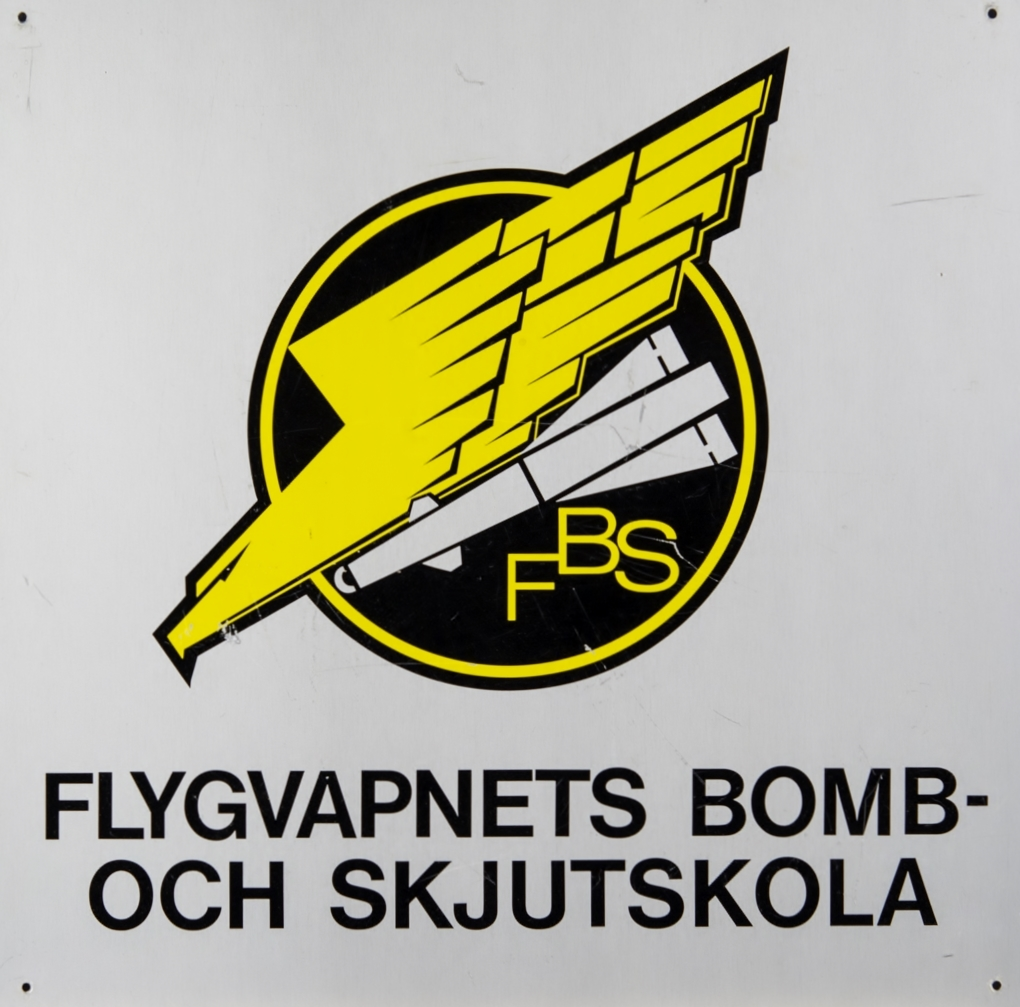
FBS emblem.

Flygvapnets befälsskola (FBS) bildades under namnet Flygvapnets flygbefälsskola (FBS) den 17 maj 1943, och lokaliserades till Luleå. Skolans huvuduppgift var till en början att utbilda i bombfällning och skjutning. År 1968 omlokaliserades skolan till Malmslätt, där den teoretiska delen hölls, medan den praktiska delen hölls vid respektive flottilj. År 1981 fick skolan namnet Flygvapnets befälsskola. År 1983 omlokaliserades skolan från Malmslätt. Vissa källor hävdar att skolan under åren 1983 till 1985 var placerad vid Flygvapnets Södertörnsskolor i Tullinge. Andra källor hävdar att skolan omlokaliserades direkt till Uppsala, och där först blev en del av F 16. År 1985 blev skolan organisatoriskt en del av Flygvapnets Uppsalaskolor (F 20), men löd direkt under Chefen för Flygvapnet. Flygvapnets befälsskola (FBS) var tillsammans med Flygvapnets Stridsledning- och luftbevakningsskola (StrilS) de två skolor som tillfördes Luftstridsskolan från den 1 januari 2005.

### Flygvapnets krigshögskola
Flygvapnets krigshögskola (FKHS) bildades 1982 och var då namnet på skolförbandet F 20. I samband med att flygtjänsten upphörde vid F 20 ombildades skolan till ett markskoleförband. Vid Flygvapnets Uppsalaskolor bildades 1984 en fackskola, som övertog namnet Flygvapnets krigshögskola. Skolan utbildade Flygvapnets officerare till nivå 6 (löjtnant) och till nivå 5 (kapten). Under slutet av 1990-talet gjordes en skolutredning, ledd av landshövding Gunnar Björk, vilken kom fram till att förändra officersutbildningen både till innehåll och rent fysisk placering i Sverige. För Flygvapnets krigshögskola innebar beslutet att den avvecklades den 31 december 1998, och från den 1 januari 1999 ersattes av Militärhögskolan Halmstad (MHS H). Den övertog dessutom vissa arv från Flygvapnets krigsskola (FKHS) och Flygvapnets officersskola (FOHS) i Halmstad.

### Stridslednings- och luftbevakningsskolan
Stridslednings- och luftbevakningsskolan (StrilS) har sina rötter i två skolor. Den första är Ekoradioskolan, vilken bildades år 1947. År 1956 namnändrades Ekoradioskolan och fick namnet Flygvapnets Radarskola (FRAS). De andra skolan är Stridsledningsskolan (STRIS), vilken bildades år 1959. År 1966 gjordes en större omorganisation vid skolorna i Hägernäs, vilket medförde att Flygvapnets Radarskola uppgick i Stridsledningsskolan, och fick det nya namnet Stridsledning- och luftbevakningsskolan (STRILS). Den tekniska utbildningen överfördes med detta till FTTS, och officersutbildning till KAS/M. År 1974 omlokaliserades skolan till Flygvapnets Södertörnsskolor i Tullinge.
I Tullinge byggdes en ny skolbyggnad som inrymde STRILS med sin simulatoranläggning, där personal som skulle bemanna luftförsvarscentraler och radargruppcentraler utbildades. Skolan utbildade även personal för den nya storradarn PS-860 och den nya låghöjdsradarn PS-870, för denna utbildning fanns en komplett PS-860-radarstation på F 18 under ett antal år. I samband med att KAS/M avvecklades år 1983 genom reformen Ny befälsordning, delades dess uppgifter upp på skolorna STRILS och Flygvapnets officershögskola (FOHS) vid Flygvapnets Halmstadsskolor. Genom den avveckling som gjordes av F 18 överfördes ansvaret 1986 för STRILS till F 20. Då skolans simulator TAST för olika delar av STRIL 60-systemet ansågs vara för ålderstigen och ömtålig för att kunna flyttas, fick STRILS ligga kvar i Tullinge till den 30 juni 1994. Efter 1994 fanns det inte längre något behov av att utbilda personal för STRIL 60, och skolan flyttades till en ny byggnad vid Flygvapnets Uppsalaskolor. I Uppsala fick skolan 1998 det nya namnet Flygvapnets Stridsledning- och luftbevakningsskola (StrilS), det vill säga enda skillnaden låg i tillägget "Flygvapnets". Flygvapnets Stridsledning- och luftbevakningsskola (StrilS) var tillsammans med Flygvapnets befälsskola (FBS) de två skolor som tillfördes Luftstridsskolan från den 1 januari 2005.

### Tolkskolan
Tolkskolan (TolkS) bildades den 27 maj 1957 som ett försök vid Arméns underofficerskola (AUS). Den 1 juni 1960 fick skolan en egen skolchef, och blev en underskola till Arméns stabs- och sambandsskola (StabSbS). Skolan var förlagd i Upplands artilleriregementes före detta kanslihus vid Dag Hammarskjölds väg i Uppsala. I samband med att Upplands signalregemente omlokaliserades till Enköpings garnison 1982, övertog Tolksskolan kasern 2 vid Polacksbacken samma år. Ett år senare, den 1 juni, underställdes skolan Upplands regemente, men med bibehållen lokalisering. Den 1 juli 1984 överfördes skolan till Flygvapnet och underställdes Flygvapnets Uppsalaskolor (F 20), vilket ledde till att den även omlokaliserades den 1 juli 1985 till Ärna. Tolkskolan blev den sista militära enheten vid Polacksbacken, då Byggnadsstyrelsen övertog förvaltningen av området efter att skolan flyttat till Ärna.
Den 1 juli 1994 blev skolan en självständig enhet under namnet Försvarets tolkskola. Genom försvarsbeslutet 1996 avvecklades skolan den 30 juni 1998 som självständig enhet, och uppgick den 1 juli 1998 i det nybildade Försvarsmaktens underrättelse- och säkerhetscentrum (FMUndSäkC).

### Flygvapnets underrättelseskola
Flygvapnets underrättelseskola (FV UndS) bildades den 1 juli 1973 i samband med att försvarets fototolkutbildning överfördes till Flygvapnet. Den 1 juli 1974 omlokaliserades skolan till Södermanlands flygflottilj (F 11). Skolan kom efter avveckling av F 11 att omlokaliseras under åren 1980–1981 till Bråvalla flygflottilj (F 13). Genom att F 13 avvecklades i samband med försvarsbeslutet 1992, kom skolan 1994 att överföras till Flygvapnets Uppsalaskolor.
Genom försvarsbeslutet 1996 beslutades att skolan tillsammans med Arméns underrättelseskola och Försvarets tolkskola skulle avvecklas den 31 december 1997, och ersättas från 1 januari 1998 av Försvarsmaktens underrättelse- och säkerhetscentrum (FMUndSäkC) i Uppsala, vilka övertog uppgifterna samt ärvde traditionerna från de avvecklade skolorna.

## Traditioner och fana
Skolan mottog sin fana den 17 september 1944 överlämnad av Kung Gustav V på Barkarby. Som divisionsemblem användes en silverfärgad lagerkrans som omslöt tre kungakronor mot en blå botten. Organisationens valspråk är: "Scientiae Fundamento" (Med kunskap som grund), skapat av dåvarande chefen för F 20, överste Sven-Olof Olson. Den 28 december 1965 fastställdes "The High School Cadets" (Sousa) som skolans förbandsmarsch. Marschen övertogs 2005 av Luftstridsskolan. I samband med att skolan firade sitt 30-årsjubileum överlämnade Kung Carl XVI Gustaf till skolan en ny fana den 9 april 1974.
I samband med att Upplands flygflottilj avvecklades, övertog skolan dess traditionsansvar, vilket i första hand var: Västmanlands flygflottilj (F 1), Roslagens flygflottilj (F 2), Svea flygflottilj (F 8), Södermanlands flygflottilj (F 11), Upplands flygflottilj (F 16) och Södertörns flygflottilj (F 18). I andra hand hade skolan i uppgift att vårda minnet över F 22 Kongo, Mellersta flygkommandot (FK M), Flygkrigshögskolan, Flygvapnets centrala skolor, Flygvapnets Södertörnsskolor och Flygkompaniet (1916-1926)

## Materiel vid förbandet
Åren 1944–1983 hade F 20 egna flygplan för flygutbildning. Efter 1983 förekom det flygplan målade med skolans beteckning, men organisatoriskt tillhörde de F 16.

- 1944–1946: J 8 Gloster Gladiator
- 1944–1947: Sk 12
- 1944–1947: Sk 14
- 1946–1973: Sk 16
- 1946–1947: J 9 Seversky
- 1952–1983: Sk 50 Safir
- 1953–1955: J 28A Vampire
- 1955–1967: J 29F Tunnan
- 1966–1983: Sk 60
- 1973–1983: Sk 61A

## Förbandschefer
Förbandschefen titulerades skolchef och hade tjänstegraden överste.

- 1939–1941: Birger Schyberg [c]
- 1939–1943: Lage Thunberg [d]
- 1943–1947: Grels Naeslund
- 1947–1951: Lennart Peyron
- 1951–1952: Sven Uggla
- 1952–1954: Gösta Odqvist (general)
- 1954–1956: Wilhelm Wagner
- 1956–1959: Åke Mangård
- 1959–1964: Rolf Svartengren
- 1964–1967: Stig Bruse
- 1967–1971: Sven-Olof Olson
- 1971–1975: Erik Spångberg
- 1975–1976: Bertil Nordström
- 1976–1979: Sven Kamsén
- 1979–1980: Svante Liljedahl
- 1980–1985: Gillis Weingarth
- 1985–1991: Jan-Eric Westberg
- 1992–1995: Jan-Åke Berg
- 1995–1997: Hans Hagberg
- 1997–1999: Mats Engman
- 1999–2000: Klas Gröndahl [e]
- 2000–2001: Rafael Bengtsson [f]
- 2001–2002: Tommy Pålsson
- 2002–2003: Christer Olofsson
- 2003–2004: Rafael Bengtsson

## Namn, beteckning och förläggningsort
| Kungl. Flygkadettskolan   | 1944-04-19 | – | 1966-09-30 |
| Flygvapnets Krigsskola    | 1966-10-01 | – | 1982-??-?? |
| Flygvapnets Krigshögskola | 1982-??-?? | – | 1984-06-30 |
| Flygvapnets Uppsalaskolor | 1984-07-01 | – | 2004-12-31 |

| F 20 | 1944-04-19 | – | 2004-12-31 |

| Uppsala garnison/Ärna flygplats (F) | 1944-04-19 | – | 2004-12-31 |
| Bålsta (D)                          | 2004-01-01 | – | 2004-12-31 |